# Kedzie-Homan (métro de Chicago)
Pour les articles homonymes, voir Kedzie.
Ne doit pas être confondu avec Kedzie (ligne orange du métro de Chicago), Kedzie (ligne rose du métro de Chicago), Kedzie (ligne verte du métro de Chicago) ou Kedzie (ligne brune du métro de Chicago).
 Kedzie-Homan  (anciennement Kedzie) est une station de la ligne bleue du métro de Chicago située sur la Congress Branch dans la médiane de l’autoroute Eisenhower à l'ouest du secteur financier du Loop. La station se trouve dans le quartier de East Garfield Park.

## Description
Ouverte en 1958, sa conception est identique aux autres stations de l’autoroute Eisenhower ouvertes en 1958, elle est composée d’un quai central, de deux entrées et sorties à chaque extrémité et d'un mobilier fonctionnel. 
Son nom fut adapté en 1991 en Kedzie-Homan afin de différencier  la station des autres stations dénommées Kedzie mais surtout pour l’associer à un vaste projet immobilier de reclassification de logement sur Homan Square. 
En 2000, la Chicago Transit Authority (CTA) lança un vaste projet de rénovation de Kedzie-Homan afin, entre autres, de la rendre accessible aux personnes à mobilité réduites. 
Elle fut réinaugurée le 23 mars 2001 par le président de la Chicago Transit Authority, Frank Kruesi. 
Kedzie-Homan est ouverte 24h/24, 7j/7 et 526.422 passagers y ont transité en 2008.

## Les correspondances avec lebus
Avec les bus de la Chicago Transit Authority :
- #7 Harrison
- #52 Kedzie/California
- #82 Kimball/Homan

## Dessertes
| Nord/Ouest               |  |             |  | Sud/Est             |
| ------------------------ |  | ----------- |  | ------------------- |
| Pulaski vers Forest Park |  | ligne bleue |  | Western vers O'Hare |
| modifier sur Wikidata    |  |             |  |                     |